# 马克·豪瑟

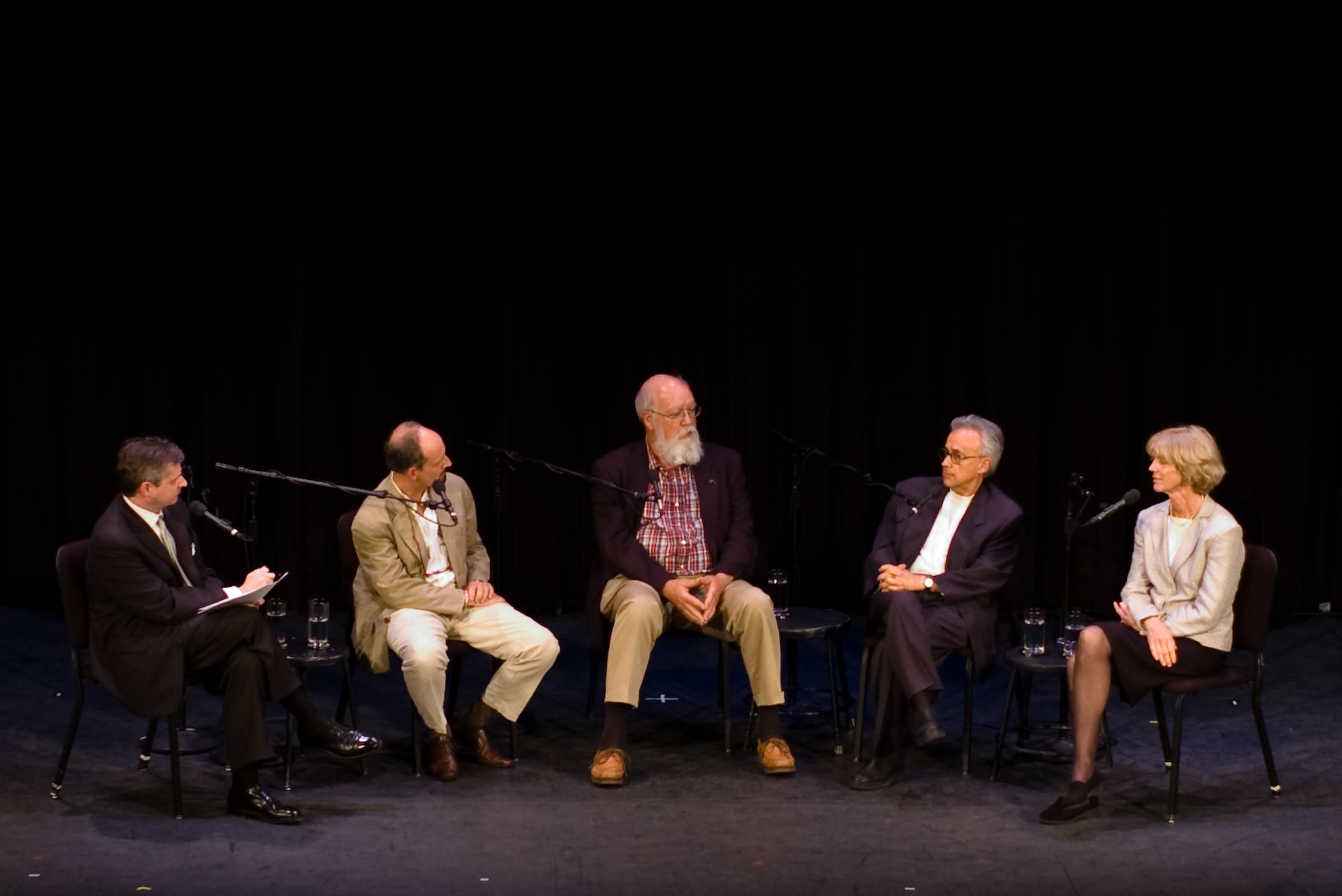
2008年世界科学节上的马克·豪瑟（左二）

马克·D·豪瑟（英語：Marc D. Hauser，1959年10月25日—）是一名美国进化生物学家，专攻灵长类行为学和動物認知，1998至2011年间在哈佛大学任教，因科學不端行為辞职。